# 柴永柏
柴永柏（1956年8月-），四川省南充南部县人，毕业于川北医学院医学本科专业。
1990年代，他在四川省教育厅直属事业单位——技术物资装备处任副处长，后任党支书。后来又调到川北医学院任副院长。2000年1月，调入四川音乐学院任副院长，分管学校的后勤基建工作。2005年被拔升为四川音乐学院党委书记。2013年当选四川省人大常委会委员。
2015年7月3日柴永柏被查，7月13日成都市检察院对柴永柏（正厅级）涉嫌受贿罪立案侦查。落马前，川音多年来一直有人举报柴永柏在招生、用人、财务、学校基础建设以及生活作风等方面的问题。2017年8月24日，成都市中级人民法院判处柴永柏受贿罪成，获有期徒刑11年，柴永柏决定上诉。